# Assyriens de Syrie

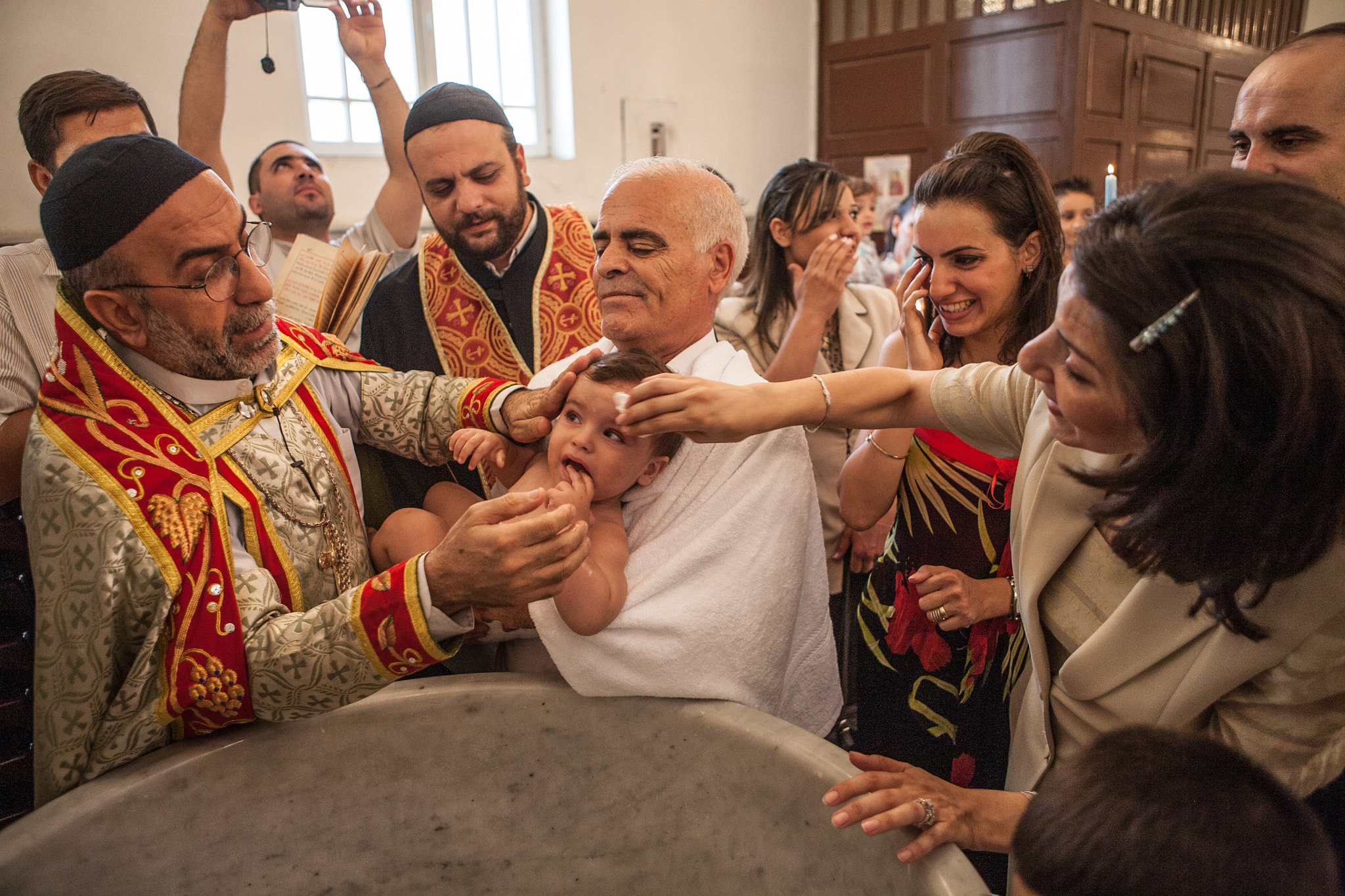
Baptême dans une église syriaque orthodoxe en Syrie

Les Assyriens de Syrie ou Syriaques sont pour la plupart originaires de peuples autochtones de l’ex Grande Syrie (Liban, Palestine, Jordanie) mais aussi d’Irak, de Turquie et d'Égypte. Ils ont quitté leur pays respectifs il y a plusieurs siècles. La grande majorité de ces Assyriens sont des chrétiens arabes appartenant à diverses courants de l'église orientale. 
En 1936, lors d'incidents dans le pays, des chefs religieux et politiques de la province de Djézireh ont demandé aux autorités françaises un statut d'autonomie pour leur province. Comme pour le Sandjak d'Alexandrette, ou le territoire autonome des Alaouites, mais les nationalistes arabes se sont opposés à cela, dénonçant la balkanisation de la Syrie.